# Paracoelichneumon sierraemorenae
Paracoelichneumon sierraemorenae är en stekelart som beskrevs av Heinrich 1980. Paracoelichneumon sierraemorenae ingår i släktet Paracoelichneumon och familjen brokparasitsteklar. Inga underarter finns listade i Catalogue of Life.